# Principauté d'Anhalt-Zerbst
1252–1396
1544–1570
1603–1793
Entités précédentes :
- Principauté d'Anhalt

Entités suivantes :
- Duché d'Anhalt-Dessau

La principauté d'Anhalt-Zerbst fut un État du Saint-Empire romain germanique. En tant qu'une subdivision de la principauté d'Anhalt centrée sur la ville de Zerbst, elle a connu trois existences distinctes de 1252 à 1396, de 1544 à 1570, et de 1603 à 1793. La résidence des princes de la maison d'Anhalt était à Zerbst.

## Histoire

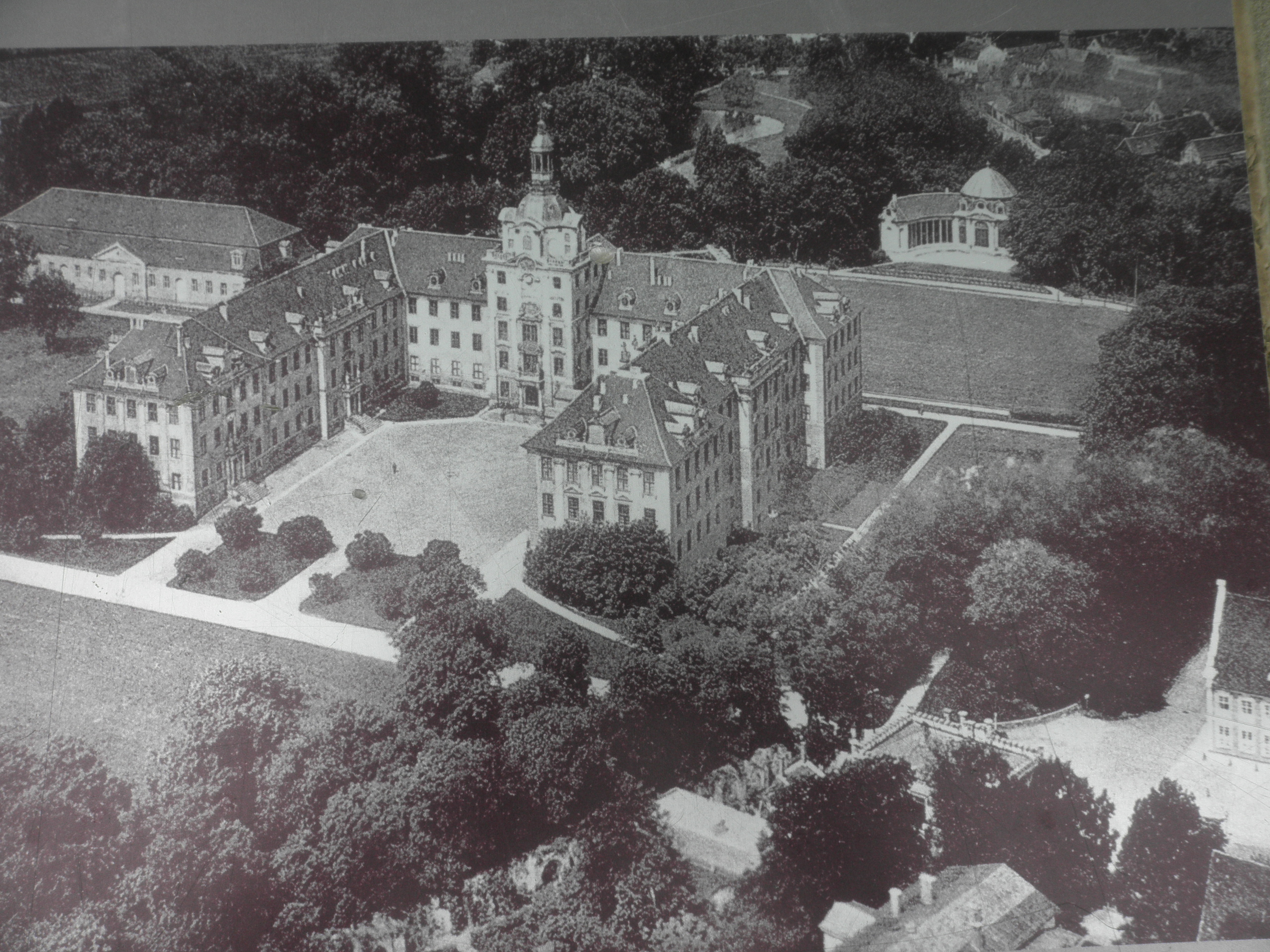
Le château de Zerbst (avant sa destruction en 1945).

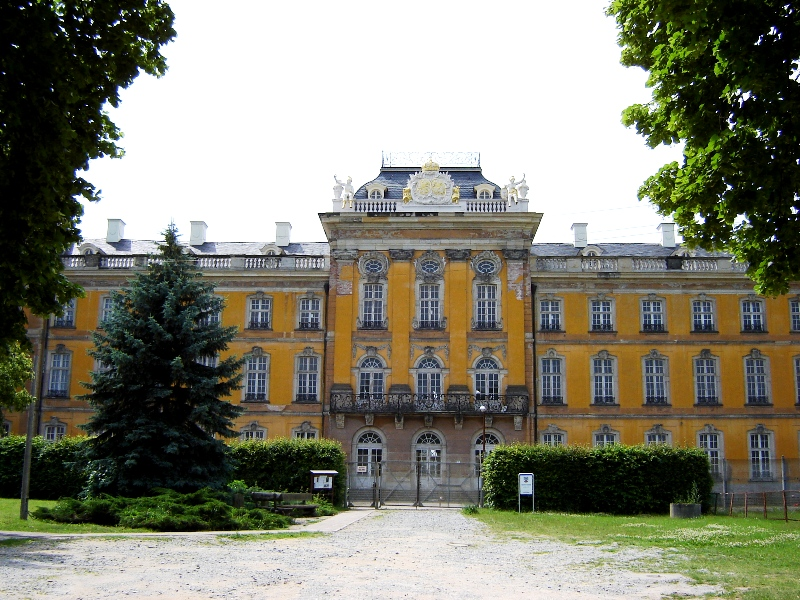
Le château de Dornbourg, construit par Jeanne-Élisabeth de Holstein-Gottorp, la mère de Catherine II de Russie

La principauté est créée à la mort du prince Henri Ier d'Anhalt en 1252 ayant pour conséquence la partition de la principauté d'Anhalt entre ses trois fils. La principauté d'Anhalt-Zerbst revient au plus jeune des trois, Siegfried Ier. En 1396, elle est divisée entre la principauté d'Anhalt-Dessau et la principauté d'Anhalt-Köthen.
En 1544, la principauté d'Anhalt-Dessau est divisé et la principauté d'Anhalt-Zerbst est recréé au profit de Jean V. En 1562, ses fils Joachim-Ernest et Bernard VII parviennent à réunifier l'Anhalt.
En 1603, les fils de Joachim-Ernest divisent à nouveau la principauté. Zerbst échoit au cinquième, Rodolphe. Sa lignée, qui a également donné les branches cadettes d'Anhalt-Mühlingen et d'Anhalt-Dornburg, s'éteint en 1793.
Christian-Auguste, avant-dernier prince d'Anhalt-Zerbst est le père de Sophie Frédérique Augusta d'Anhalt-Zerbst, qui deviendra impératrice de Russie sous le nom de Catherine II après la mort de son mari, le tsar Pierre III.
La branche princière d'Anhalt-Zerbst s'éteint en 1796 avec Frédéric-Auguste, le frère cadet de l'impératrice, et la principauté est partagée entre les principautés cousines d'Anhalt-Dessau, d'Anhalt-Köthen et d'Anhalt-Bernbourg.

## Liste des princes d'Anhalt-Zerbst

### 1252-1396
- 1252-1298 : Siegfried Ier
- 1298-1316 : Albert Ier
- 1316-1362 : Albert II
- 1316-1368 : Valdemar Ier
- 1359 : Albert III
- 1362-1382 : Jean II
- 1368-1371 : Valdemar II
- 1382-1391 : Valdemar III
- 1382-1396 : Sigismond Ier
- 1382-1396 : Albert IV

### 1544-1570
- 1544-1551 : Jean V
- 1551-1561 : Charles Ier
- 1551-1570 : Bernard VII
- 1551-1570 : Joachim-Ernest

### 1603-1793
- 1603-1621 : Rodolphe
- 1621-1667 : Jean VI
- 1667-1718 : Charles-Guillaume
- 1718-1742 : Jean-Auguste
- 1742-1746 : Jean-Louis II
- 1742-1747 : Christian-Auguste
- 1747-1793 : Frédéric-Auguste